# Skyline Pigeon
«Skyline Pigeon» (рус. «Небесный голубь») — песня Элтона Джона на слова Берни Топина. Это восьмой трек из первого альбома «Empty Sky». В 1990 году песня была исполнена Элтоном на похоронах его друга — Райана Уайта, умершего от СПИДа в возрасте 18 лет. В тот день композиция была сыграна на рояле, хотя на то время Элтон Джон использовал на гастролях пианино.
Первоначально песня была выпущена как сингл в августе 1968 года лейблами Pye и Columbia Records. Возможно, на написание песни авторов вдохновил фильм 1962 года «Любитель птиц из Алькатраса». Песня звучит в финальных титрах костюмного кинофильма «Фаворитка» (2018).

## Музыка
Оригинальная версия песни из дебютного альбома «Empty Sky» была записана под аккомпанемент клавесина и органа. Это единственный трек альбома, в записи которого не принимали участие другие музыканты, за исключением самого Элтона. Песня была написана в стиле гимна.

## Версия 1972 года
В 1972 году Элтон перезаписал песню вместе со своей группой (Ди Мюррей, Найджел Олссон и Дейви Джонстон) для альбома «Don’t Shoot Me I’m Only the Piano Player». В новой записи звучало пианино вместо клавесина, были задействованы струнные инструменты и гобой аранжировки Паула Бакмастера. Первоначалльно эта версия была издана в качестве би-сайда хит-сингла «Daniel», впервые вышедшего на CD в 1988 году как часть сборника «Lady Samantha». Затем несколько лет спустя в США и за рубежом в 1992 году состоялся выпуск под лейблом Mercury Records диска «Rare Masters». И, наконец, песня была выпущена в качестве бонус-трека в переиздании «Don’t Shoot Me, I’m Only The Piano Player» в 1995 году.

## Исполнения
Песня исполнялась на радио с 1968 года. Это была самая популярная композиция в ранней музыкальной карьере Элтона Джона. В течение всей карьеры она исполнялась в живую на выступлениях в разных частях света. Часто в паре с Элтоном выступал перкуссионист Рэй Купер. Джон всегда говорил, что считает «Skyline Pigeon» одной из первых «великих» песен, написанных им в паре с Берни.
Песня была исполнена в соло на рояле в лондонском зале на фестивале Royal Festival летом 1974 года. Композиция была выпущена на первом из двух томов ограниченного издания «EltonJohn.com». Записана в Мэдисон Сквер Гарден, в рамках серии сольных выступлений, которые Джон дал в октябре 1999 года. В 2009 году песня исполнялась во время тура Элтона по Великобритании.
Ещё в 1972 году песня имела огромный успех в Бразилии. Живое выступление 17 января 2009 года на концерте в Сан-Паулу года было показано по телевидению. 23 сентября 2011 года Элтон исполнил эту песню во время концерта Rock in Rio перед 150 000 человек в Рио-де-Жанейро.
В книге сэра Филипа Нормана «Sir Elton: The Definitive Biography» эта ранняя композиция Элтона и Берни описывается как «задумчивая песня о птичке, выпущенной на волю». Сам Топин говорил о ней, как о хорошей песней с достаточно «наивной лирикой».
8 апреля 1990 года в больнице города Индианаполис скончался друг Элтона Джона, Райан Уайт. С 13 лет он боролся за изменение общественного восприятия проблемы ВИЧ/СПИД и изменение отношения общественности к ВИЧ-инфицированным. Элтон оказывал поддержку Уайту, а последнюю неделю его жизни круглосуточно дежурил в больнице. 11 апреля на похоронах Райана, в присутствии таких известных людей, как футболист Хауи Лонг, телеведущий Фил Донахью, Майкл Джексон и первая леди Барбара Буш, Элтон исполнил песню «Skyline Pigeon».

## Состав
Оригинальная версия:
- Элтон Джон — клавесин, орган, вокал.

Версия 1972 года:
- Элтон Джон — рояль, вокал
- Дейви Джонстон — акустическая гитара
- Ди Мюррей — бас
- Найджел Олссон — барабаны
- Паул Бакмастер — оркестровая аранжировка